# Versöhnungskirche (Heidenreichstein)

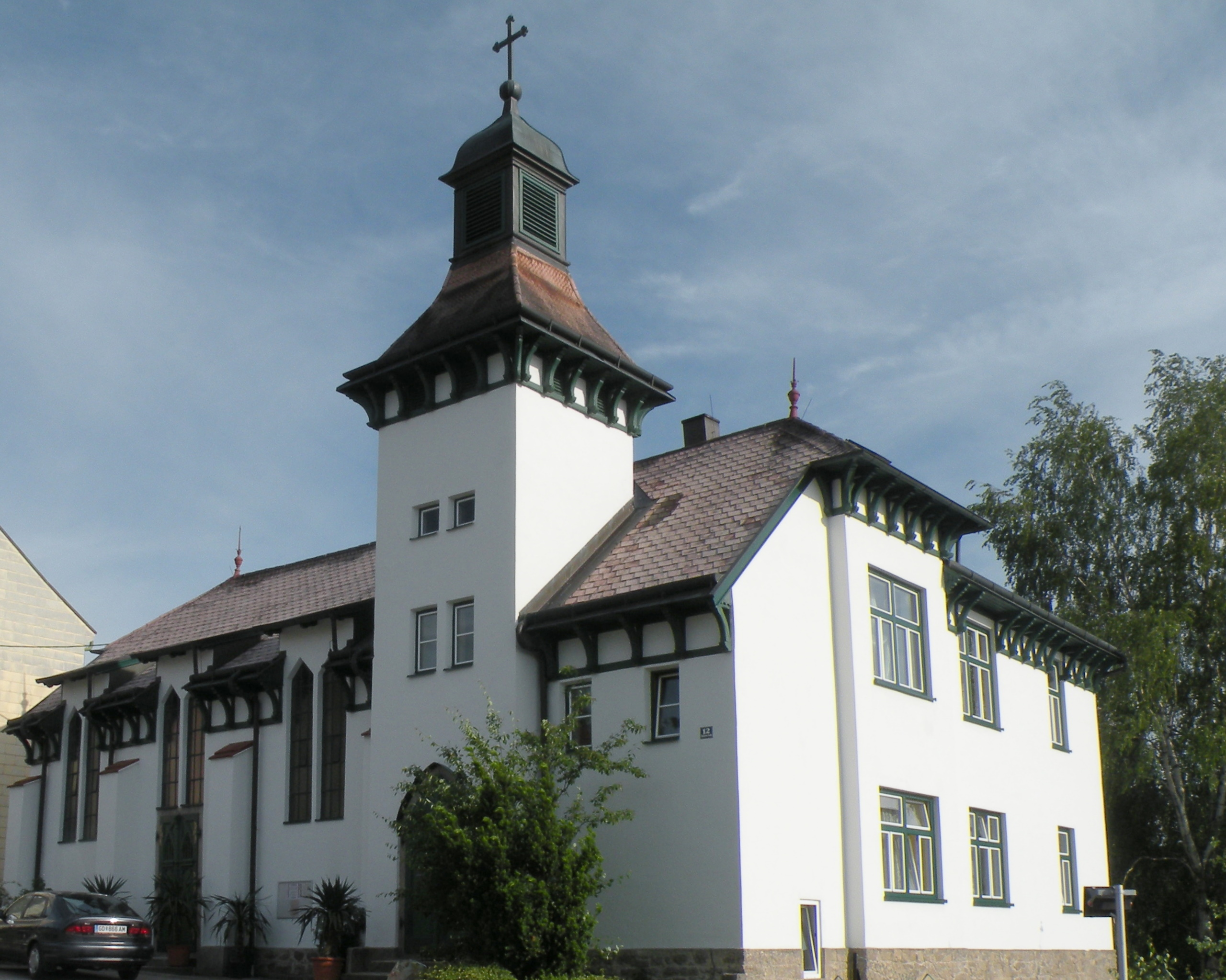
Evangelische Versöhnungskirche Heidenreichstein

Die Versöhnungskirche ist ein evangelisches Kirchengebäude in Heidenreichstein, einer Stadt  im Bezirk Gmünd im nordwestlichen Waldviertel in Niederösterreich.

## Geschichte
Bereits im mittleren 16. Jahrhundert hatte sich in Heidenreichstein das Luthertum als vorherrschendes Bekenntnis etabliert, so dass von 1569 bis zum Einsetzen der Gegenreformation um 1620 die Stadtpfarrkirche Heidenreichstein von evangelischen Pfarrern betreut wurde. Erst mit der Industrialisierung des ausgehenden 19. Jahrhunderts entstand in Heidenreichstein, bedingt durch die Zuwanderung evangelischer Industriearbeiter, als Filialkirche der evangelischen Kirche in Znaim wieder eine eigene evangelische Kirchengemeinde, die mit dem Bau der Kaiser-Franz-Joseph-Jubiläumskirche 1908 ihr eigenes Kirchengebäude erhielt. Nach der Trennung von Znaim wurde Heidenreichstein 1920 zunächst ein Vikariat und 1925 mit der Installierung des ersten Pfarrers Viktor Lohmann eine selbständige Pfarrgemeinde. 1936 erfolgte die Verlegung des Pfarrsitzes an die Friedenskirche nach Gmünd. Mit der 1968 durchgeführten Renovierung erhielt die Kirche ihren heutigen Namen Versöhnungskirche.

## Architektur
Nach dem Erwerb eines Baugrundes im Jahr 1904 wurde im Mai 1908 mit der Errichtung einer Kirche mit angegliedertem Pfarrhaus begonnen und diese am 13. September 1908 nach nur viermonatiger Bauzeit eingeweiht. Die Verbindung zwischen dem Kirchen- mit dem rechtwinklig anstoßenden Wohntrakt artikuliert ein eingezogener quadratischer Turm mit laternenbekröntem Pyramidendach. Der Kirchenflügel besitzt Strebepfeiler sowie gekuppelte Fenster, die lukarnenartig über die Dachtraufe fortgeführt sind, die Dachvorsprünge werden von vorkragenden Strebekonsolen getragen. Insgesamt ergibt sich dadurch ein abwechslungsreiches Baugefüge, das an die zeitgenössische Villenarchitektur erinnert.